# Больше чем секс
«Больше чем секс» (англ. No Strings Attached — «Без всяких обязательств») — романтическая комедия режиссёра Айвена Райтмана о том, как легко вступить в сексуальную связь и как трудно достичь эмоциональной близости между двумя людьми. В основу сценария лёг одноимённый рассказ Элизабет Меривезер и Майкла Самонека.
В главных ролях — Эштон Кутчер и Натали Портман, которая также выступила исполнительным продюсером фильма.
Премьера состоялась в США 21 января 2011 года, в России — 3 марта 2011 года.

## Сюжет
Главные герои — Эмма и Адам — ещё в детском лагере пытались вступить в сексуальные отношения, но неудачно. Через пятнадцать лет они повторяют попытку. На этот раз всё проходит гладко. Теперь их связывает только секс, и они следуют природным инстинктам, не задумываясь о том, что между ними может быть что-то другое. Однако со временем пара понимает, что помимо этого есть и другие вещи — например, привязанность, забота друг о друге и даже любовь.

## В ролях
- Натали Портман — Эмма
- Эштон Кутчер — Адам
- Кевин Клайн — Элвин
- Кэри Элвес — доктор Метцнер
- Грета Гервиг — Патрис
- Лейк Белл — Люси
- Оливия Тирлби — Кейти
- Ludacris — Уоллас
- Минди Калинг — Шира
- Талия Болсам — Сандра
- Офелия Ловибонд — Ванесса
- Дженнифер Ирвин[англ.] — Меган
- Адхир Кальян — Кевин
- Стефани Скотт — Эмма в детстве
- Эбби Эллиотт — Джой
- Джейк Джонсон — Илай

## Съёмки
- Бюджет — 25 миллионов долларов. В первые выходные касса собрала более 43 миллионов.
- Производством картины занималось несколько киностудий, среди которых «Cold Spring Pictures» и «Paramount Pictures». Прокатчиком в России выступил «Централ Партнершип».
- Кевин Клайн написал и исполнил песню «It’s Your Birthday». В звуковую дорожку вошли также песни «Untitled» D’Angelo, «Take Your Time» Эла Грина, «Bleeding Love» Леоны Льюис, «Bossa Nova Baby» Элвиса Пресли, «Ms. Jackson» Outcast, «Shake Ya Tailfeather» Nelly&P.Diddy.
- В первоначальном сценарии фильм назывался «Fuck Buddies», затем был заменён на «Friends with Benefits». И этот вариант был пересмотрен, поскольку фильм с таким названием («Секс по дружбе») с Джастином Тимберлейком и Милой Кунис уже существовал и планировался к выходу также в 2011 году[3].

Съёмки проходили в Лос-Анджелесе, Калифорния, США.
Натали Портман уже приходилось играть сцены сексуального характера — в психологическом триллере «Чёрный лебедь», вышедшем в 2010 году и содержащем сцены самоудовлетворения. В фильме «Больше чем секс» компанию ей составил Эштон Кутчер:

«Когда ты знаешь, что твой партнер не переступит границ, то играть и вести себя глупо очень легко. Смысл любой сексуальной сцены заключается в том, чтобы перевести все в шутку и посмеяться от души. По крайней мере, так было у нас, и надеюсь, на экране мы с Эштоном не будем выглядеть как посмешище»
Натали Портман призналась, что она не большая любительница сниматься в романтических комедиях, но фильм не имеет ничего общего с другими фильмами этого жанра:

«Я всегда хотела сняться в романтической комедии. Но девочки такие модницы, и всё сводится к их одежде. Ещё они всегда хотят выйти замуж в конце фильма. Это своего рода завершающая сцена, что меня всегда очень оскорбляло. Но сценарист фильма «Больше, чем секс» описывает женщин так особенно и элегантно. Моя героиня — это женщина, которая работает и пытается создать свою собственную модель отношений с любимым человеком. И она сама по себе очень забавная, а не просто подружка весёлого парня»